# المتحف الوطني للفنون الجميلة (بوينس آيرس)
المتحف الوطني للفنون الجميلة هو متحف فني يقع في بوينس آيرس، الأرجنتين. أفتتح المتحف في 25 ديسمبر 1896.